# Hlinaia
Hlinaia (moldavskou cyrilicí Хлиная, rusky Глиное Glinoje, ukrajinsky Глинне Glinne, do roku 1949 Gluckstal, rusky Глюксталь) je obec v Moldavsku v Grigoriopolském rajonu mezinárodně neuznaného Podněstří. Žije zde 1 100 obyvatel (2008) především ruské (35 %), ukrajinské (31 %) a moldavské národnosti (27 %).

## Historie
Osada je poprvé zmiňována pod názvem Glinka v polovině 18. století. Žilo zde přibližně 300 obyvatel, většinou ruské národnosti. Roku 1809 sem přišli němečtí kolonisté, které do Ruska pozval car Alexandr I. Pavlovič, a osadu nazvali Gluckstal. V průběhu 19. století počet německých obyvatel Gluckstalu vzrostl téměř na 3 500. Po zrušení jejich privilegií v 70. letech 19. století (svoboda vyznání, osvobození od vojenské služby, možnost užívání a vzdělávání se v rodném jazyce) kolonisté začali z Ruska odcházet. Z Gluckstalu odcházeli především do Spojených států amerických a do Jižní Ameriky. Část zbylého německého osídlení byla zasažena ve 20. a 30. letech 20. století násilnou kolektivizací. Během druhé světové války byla oblast okupována německými a rumunskými vojsky. Podněstří a přilehlé oblasti Ukrajiny byly začleněny do rumunské provincie Zadněstří. Místním Němcům, jako Volksdeutsche, byla umožněna rozsáhlá samospráva, vytvoření domobrany a část osadníků narukovala do Wehrmachtu. Většina místních Němců ze vsi uprchla roku 1944 před postupující Rudou armádou. Zbylí němečtí obyvatelé byli ze vsi vysídleni roku 1949, místo nich přišli především Ukrajinci a Moldavané. Na konci roku 1949 byl Gluckstal přejmenován na Glinoje. V období rozpadu SSSR se obec stala součástí mezinárodně neuznané Podněsterské moldavské republiky.